# Геологія Куби
Геологічна будова Куби.
Куба розташована в межах Карибського рухливого пояса, на межі між пізньодокембрійською Багамською плитою на півночі і сучасною глибоководною западиною Бартлет з субокеанічним характером земної кори. У межах К. виділяють мезозойську (більша частина К.) і кайнозойську (Сьєрра-Маестра) складчасті системи. 
- Мезозойська складчаста система розділяється на міогеосинклінальну (г.ч. північна частина о-ва, зони Гуанігуаніко, Ремедьос, Камахуані-Пласетас) та евгеосинклінальну (зона Саса) області.

Зона Гуанігуаніко складена теригенними і теригенно-карбонатними комплексами ранньої юри – пізньої крейди. Зона Ремедьос характеризується евапорит-карбонатним розрізом пізньоюрських, крейдових і кайнозойських відкладів потужністю понад 5000 м. Зона Камахуані відрізняється дещо меншим за потужністю розрізом і кременисто-мергелистими відкладами. В зоні Пласетас потужності скорочуються до 500-800 м і переважають глибоководні карбонатно-кременисті відклади. Зона Саса складена геосинклінальним (базальти, андезито-базальти, вапняки крейди потужністю бл. 7000 м), островодужним (андезити, вулканоміктові породи, вапняки верх. крейди, 4000 м) і орогенним (дацити верх. крейди, 2000 м) комплексами. У зонах Камахуані-Пласетас і Саса розвинені основні і ультраосновні тіла (гарцбургіти, дуніти, лерцоліти, габро, діабази). У зоні Саса розміщується пояс гранітоїдних інтрузій (тоналіти, плагіо-граніти, ґранодіорити, кварцові діорити і сієніти, ґраносієніти, граніти), утворення мезозойської складчастої системи перекриті верхньокрейдовою моласою. З основним-ультраосновним комплексом пов'язані хромітові (магматичні і гістеромагматичні) та залізо-нікель-кобальтові (латерити) родовища. З островодужним гранітоїдним комплексом асоціюють родовища руд золота, вольфраму, рудопрояви заліза; з геосинклінальним вулканогенним комплексом – вияви колчеданих руд і марганцю, а з островодужним – міднорудні родовища. У межах метаморфічного комплексу розвинені колчеданні руди. Юрсько-крейдові теригенні і карбонатно-теригенні товщі вміщають родовища руд міді, поліметалів і бариту.
- Кайнозойська складчаста система (палеоцен-еоцен) складена вулканогенно-осадовим комплексом (андезити, їх туфи, вапняки, вулканоміктні породи). Інтрузії представлені гранітоїдами і дрібними тілами діоритів. На північ від Сьєрра-Маестри розвинений ріоліт-дацитовий комплекс. З вулканогенним андезитовим комплексом асоціюють міднорудні, поліметалічні і марганцеві родовища; з ріоліт-дацитовим – цеоліти. Відклади палеогену і неогену міжгірських западин представлені мергелями і вапняками, частково – теригенними породами, з якими пов'язані прояви фосфоритів.